# نیروی دریایی لهستان
نیروی دریایی لهستان (لهستانی: Marynarka Wojenna) نیروی دریایی زیرمجموعه نیروهای مسلح لهستان است، که در سال ۱۵۶۸ تأسیس شد.